# Polygrammodes senahuensis
Polygrammodes senahuensis là một loài bướm đêm trong họ Crambidae.